# Гельмут Греттруп
Гельмут Греттруп (нім. Helmut Gröttrup; 12 лютого 1916, Кельн — 5 липня 1981, Мюнхен) —  німецький інженер-ракетник, спеціаліст з систем управління, заступник доктора Штейнхофа (керівника групи управління балістичних і керованих ракет в Пенемюнде). Очолював групу німецьких фахівців ракетників, вивезених у 1946 р. з Німеччини на Острів Городомля на озері Селігер.
Після повернення в 1953 р. в Західну Німеччину зробив значний внесок в сучасні інформаційні технології ідентифікації даних клієнта за допомогою електронних чипів.

## Біографія

### У Німеччині

#### Освіта
У 1935-39 рр. вчився в  берлінському технічному університеті в  Шарлоттенбурзі

#### Робота у нацистській Німеччині
1940 інженер-розробник в дослідницькому центрі Пенемюнде.
1941-45 начальник відділу з систем управління і метрології в Пенемюнде.
15 березня 1944 р, Г. Греттруп був заарештований гестапо за звинуваченням у саботажі разом з  Вернером фон Брауном і  Вальтером Дорнбергером. У провину заарештованим небажання ставилося працювати над балістичної ракетою Фау-2 (А4).
Очевидно, фон Браун з жовтня 1943 року перебував під наглядом СД. Одного разу був отриманий звіт про те, як він і його колеги Клаус Рідель і Гельмут Греттруп ввечері вдома у інженера висловлювали жаль, що вони не працюють над космічним кораблем і всі вони вважають, що війна не йде добре. Це розцінювалося як песимістичні настрої стосовно ходу війни. Про ці висловлюваннях доповіла молода жінка-стоматолог, одночасно агент СС.
Звільнені вони були тільки на особисте прохання  Дорнбергера до  Генріха Мюллера.

#### У післявоєнній Німеччині
У 1945 Греттруп був переміщений американцями в Вітценхаузен (місто в американській окупаційній зоні) для відправлення в США. Але потім він несподівано вступив в контакт з російськими фахівцями, які прибули до Німеччини для організації робіт з вивчення німецької ракетної технології.
Ось як описує цей епізод  Борис Овсійович Черток у своїй книзі «Ракети і Люди»:
 — Уже через тиждень ми отримали через нову «жіночу» агентуру донесення, що з нами хоче зустрітися дружина німецького фахівця фрау Греттруп.
Зустріч відбулася поблизу самого кордону. Ірмгардт Греттруп — висока блондинка в спортивно-дорожньому світлому костюмі — з'явилася з сином років восьми. «На випадок неприємностей я поясню, що гуляли і заблукали».
Відразу дала зрозуміти, що питання вирішує не чоловік, а вона. Вона нібито ненавиділа фашизм. Навіть піддавалася арештам. Гельмут теж. Але вони хочуть знати, що росіяни їм обіцяють.
Гельмут Греттруп, за її словами, був заступником фон Брауна з радіоуправління ракетами і взагалі електричних систем. Він готовий перейти до нас за умови повної свободи. Я сказав, що мені треба отримати згоду генерала з Берліна і тільки після цього ми дамо відповідь. Але ми б попередньо хотіли зустрітися з паном Греттруп. Фрау сказала, що треба поспішати, через тиждень або два їх можуть вже відправити у США.
Через три дні, звичайно без згоди Берліна, ми здійснили перекидання всієї родини: тата, мами і двох дітей Греттруп.
Греттруп був явно краще за інших інформований про всі справи Пенемюнде, був близький до фон Брауна і дуже скептично відгукнувся про німецький контингент нашого інституту «Рабе», крім Магнуса і Хоха. Інших він просто не знав. Щоб не розпалювати пристрасті, ми домовилися, що при інституті створюємо спеціальне «Бюро Греттруп». Його перше завдання — складання докладного звіту про розробки ракети А-4 та інших, які велися в Пенемюнде.
Також була зроблена спроба перевезти в радянську зону і  Вернера фон Брауна. Але його американці охороняли як нацистського злочинця — і спроба провалилася.
У  інститут Нордхаузен (радянський інститут в Німеччині) увійшли три заводи по збірці ракет Фау-2, інститут «Рабе», завод «Монтанья».
Директором цього інституту став  Л. М. Гайдуков,  С. П. Корольов був призначений головним інженером, а  В. П. Глушко очолив відділ з вивчення двигунів Фау-2
Радянські фахівці спільно з німецькими фахівцями з групи Греттруп зайнялися відновленням обладнання та документації по проектам Вернера фон Брауна.

У 1946 р, Греттруп разом із співробітниками інституту Рабе був переміщений в  Радянський Союз.
У 1946 р. він став співробітником філії № 1  НДІ-88 на острові Городомля.
У 1947 р. завдяки зусиллям групи Греттруп і радянських фахівців на чолі з С. П. Корольовим почалися випробування ФАУ-2 на полігоні Капустін Яр. 18 жовтня 1947 о 10 годині 47 хвилин за московським часом зроблено перший старт балістичної ракети в СРСР. Ракета піднялася на висоту 86 кілометрів і, зруйнувавшись при вході в щільні шари атмосфери, досягла поверхні Землі за 274 кілометри від старту з відхиленням близько 30 км від мети. Перша серія пусків була проведена з 18 жовтня по 13 листопада 1947 року. У цей період були запущені 11 ракет (за іншими даними 10) ФАУ-2 з яких 9 досягли мети (хоча і з великим відхиленням від заданої траєкторії) і 2 потерпіли аварію.
У 1947 р. керівник проекту балістичної ракети середнього радіуса дії Г-1.
У 1948 р. керівник проекту «поліпшеної Г-1».
Керівник проекту Г-2 (Р-12) (не плутати з ракетою Р-12 пізнішого періоду).
Керівник проекту Г-4 (Р-14) (не плутати з ракетою Р-14 пізнішого періоду).
Керівник проекту крилатої ракети Г-5 (Р-15).

У листопаді 1953 р., після завершення робіт і закінчення терміну дії підписки про нерозголошення, Г. Греттруп був випущений з Радянського Союзу. Ось як описує ці події  Борис Овсійович Черток у своїй книзі «Ракети і Люди» зі слів дочки Гельмута Греттруп Урсули:

| Після першої обробки батьків американці заявили, що вони їм створять необхідні умови для роботи, але не в Західному Берліні, а в Кельні. |
Замість роботи в Західній Німеччині американці запропонували Греттруп контракт на роботу з ракетної тематики в США. Він сказав, що має порадитися з дружиною. Імгардт Греттруп заявила, що з неї досить ракетної техніки в Росії, нікуди з Німеччини вона не поїде і Америка їй не потрібна. Незважаючи на умовляння, Греттруп категорично відмовилися їхати в США. Через шість годин їх просто виставили на вулицю з розкішних апартаментів…

Вся його подальша наукова діяльність в Німеччині вже не була пов'язана з космонавтикою. Він досяг великих успіхів в абсолютно новій галузі — інформатиці.
Гельмут Греттруп помер від раку 5 липня 1981 у м. Мюнхен

Повернувшись до Німеччини, він працював у SEL (Standard Elektrik Lorenz) в Штутгарт (1955–1958).
У 1957 році він починає захоплюється інформатикою (спільно з професором Карлом Стейнбух), а потім починає займатися кодуванням систем доступу. У 1966 Греттруп винайшов і запатентував пристрій «Identifikationsschalter» (DE1524695) для ідентифікації клієнта. Він розробив одним з перших електронний пристрій зберігає інформацію про клієнта. Разом з Юргеном Детлофф в 1968 році він зареєстрував патент на смарт-картки (DE 1945777) C3, але патент був виданий тільки в 1982 році. Він заклав основи зберігання ідентифікаційних даних на інтегральних схемах (зараз це використовується в SIM-картах мобільних телефонів і кредитних та дебетових пластикових картках) а також бездротової передачі цих даних, що призвело надалі до технології RFID. З 1970 в компанії Giesecke & Devrient він розробляв пристрої обробки банкнот, а також вів роботи, які заклали основу для створення сучасних смарт-карток та систем обліку.

З самого початку керівництво радянської космічної програми робило ставку на самостійні розробки та виховання власних фахівців з ракетної техніки. Тому жоден з проектів групи Греттруп в СРСР не міг бути доведений до реалізації.
Є багато суперечливих оцінок діяльності німецьких фахівців та їх внеску в розвиток радянської ракетної техніки.
Досить об'єктивно робота німецьких фахівців оцінюється в книзі Бориса Чертока «Ракети і Люди».

У Німеччині були видані спогади дружини Греттруп про перебування в СРСР.
Але ця книга являє інтерес тільки в частині опису умов життя німецьких фахівців на острові Городомля та їх спілкування з радянськими фахівцями і місцевими жителями.
У своїй книзі вона зокрема пише:

| ... По неділях ми каталися на човні. Ми переміщалися по озеру в пошуках нових сіл з метою дізнатися більше про місцевих гостинних селян, які були раді поділитися тим, що могли запропонувати: - густим вершковим молоком, хлібом і сиром. Вони накривають в їдальні, єдиному приміщенні в будинку, окрім спальні і кухні. Білосніжна герань росте перед вікнами. В одному кутку лампада перед іконами, а в іншому куті «Батюшка» (Сталін) закріплений на стіні поряд з сімейними фотографіями загиблих на війні. Поки ми сидимо там, Петро (син Греттруп) грає на вулиці з сільськими дітьми, спостерігаючи за копченням сала і ганяє курок і гусей. У минулу неділю, коли ми всі дивилися, як вони грають, я сказала: «Ми могли б жити мирно, якби не було війни ...» |

- Черток Б. Ракеты и люди. — М.: Машиностроение, 1994.
- Дорнбергер В. ФАУ-2. — М.: Центрполиграф, 2004.

- Історія острова Городомля (англ) [Архівовано 3 березня 2016 у Wayback Machine.]
- Книга дружини Греттрупа (англ) [Архівовано 19 лютого 2008 у Wayback Machine.]
- Helmut Gröttrup su astronautix.com [Архівовано 25 травня 2006 у Wayback Machine.]
- Gli scienziati tedeschi in Unione Sovietica [Архівовано 13 листопада 2012 у Wayback Machine.]
- L'isola di Gorodmlya [Архівовано 3 березня 2016 у Wayback Machine.]